# Lovens
Lovens (Lovin  en patois fribourgeois) est une localité et une commune suisse du canton de Fribourg, située dans le district de la Sarine.

## Histoire
Les premières traces d'occupation sur le site de Lovens remontent à l'époque gallo-romaine. En 1229, la famille de Montagny cède à l'abbaye d'Hauterive les terres qu'elle possédait dans le village de Lovens qui passe sous le contrôle de la maison de Savoie en 1254. À la suite de la guerre de Bourgogne, il devient une possession de Fribourg et fait partie du bailliage de Montagny de 1478 à 1798. Érigé en commune, il est alors inclut dans le district de Fribourg jusqu'en 1848 avant de rejoindre le district de la Sarine à sa création.
Le 1er janvier 2001, les trois communes de Lentigny, Lovens et Onnens ont fusionné pour créer la nouvelle commune de La Brillaz.